# دانی بارنارد
دانی بارنارد (انگلیسی: Donny Barnard؛ زادهٔ ۱ ژوئیهٔ ۱۹۸۴) بازیکن فوتبال است.
از باشگاه‌هایی که در آن بازی کرده‌است می‌توان به باشگاه فوتبال هورنچورج، باشگاه فوتبال تیلبوری، باشگاه فوتبال هارلو تاون، باشگاه فوتبال گرایس اتلتیک، و باشگاه فوتبال لیتون اورینت اشاره کرد.